# Vaiana : La Légende du bout du monde
Pour les articles homonymes, voir Moana.
Série Classiques d'animation Disney
Zootopie
(2016) Ralph 2.0
(2018)
Série Vaiana
Vaiana 2
(2024)
Pour plus de détails, voir Fiche technique et Distribution.
Vaiana : La Légende du bout du monde, ou Moana en version originale et au Québec, est le 137e long-métrage d'animation et le 56e « Classique d'animation » des studios Disney. Sorti en 2016, il est réalisé par Ron Clements et John Musker. L'intrigue du film s'inspire librement des figures de la mythologie polynésienne.

## Synopsis
Les habitants de l'île polynésienne de Motunui vénèrent la déesse Te Fiti, qui aurait donné vie à l'océan grâce à une pierre de jade, cœur de Te Fiti et source de son pouvoir. Maui, demi-dieu métamorphe du vent et de la mer, vole le cœur afin de donner aux humains le pouvoir de la création. Te Fiti se désintègre, et Maui est attaqué par une autre divinité en quête du cœur tant convoité : Te Kā, le démon de la terre et du feu. Dans la bataille, Maui est propulsé dans les airs, perdant son hameçon magique et le cœur, qui disparaissent au fond de l'océan.
Un millénaire plus tard, l'océan choisit Vaiana, fille de Tui, chef de Motunui, pour restituer le cœur à Te Fiti. Cependant, Tui arrive et emmène Vaiana, qui perd le cœur. Tui et Sina, la mère de Vaiana, essaient de l'éloigner le plus possible de l'océan afin de la préparer à devenir cheffe de l'île. Des années plus tard, un désastre frappe l'île : les noix de coco pourrissent et les poissons viennent à manquer. Vaiana suggère que les pêcheurs devraient aller chercher des poissons au-delà du récif, pour par ailleurs découvrir ce qui cause tout cela, mais Tui l'interdit formellement. Vaiana essaye de traverser le récif mais se fait rattraper par le courant et s'écrase sur les plages de Motunui.
Tala, la grand-mère de Vaiana, dévoile à Vaiana une grotte secrète qui cache de nombreux bateaux, et explique à Vaiana que les habitants de l'île étaient autrefois de grands voyageurs, mais qui ont cessé leurs activités après le vol du cœur de Te Fiti, car l'océan n'était plus sûr. Tala lui explique ensuite que c'est le pouvoir néfaste de Te Kā qui empoisonne l'île, et qu'elle ne peut être arrêtée que si Vaiana trouve Maui et que ce dernier rend le cœur de Te Fiti, qu'elle donne à sa petite-fille. Peu de temps après, Tala tombe malade et, sur son lit de mort, dit à Vaiana qu'elle doit commencer son voyage.
Cette même nuit, Vaiana prend le large sur une pirogue à balancier trouvée dans la caverne secrète. Elle est emportée dans un typhon et fait naufrage sur une île où elle trouve Maui. Elle lui demande de rendre le cœur à Te Fiti, mais il refuse. Ils sont attaqués par des Kakamora — des pirates aux armures en noix de coco — qui recherchent le cœur, mais Vaiana et Maui leur échappent. Vaiana découvre que Maui n'est plus un héros, et lui propose de se racheter en ramenant le cœur. Maui a alors d'abord besoin de retrouver son hameçon magique, qui se trouve à Lalotai, le Royaume des Monstres, en possession de Tamatoa, un immense crabe de cocotier. Ils se rendent alors à Lalotai et retrouvent l'hameçon. Vaiana essaie de distraire Tamatoa, mais Maui découvre qu'il ne peut plus contrôler son pouvoir de métamorphose et perd sa confiance; il est alors facilement maîtrisé par Tamatoa, mais grâce à Vaiana, ils arrivent à s'échapper avec l'hameçon. Maui avoue à Vaiana qu'il a obtenu son premier tatouage quand ses parents l'ont rejeté. Après avoir été rassuré par Vaiana, Maui apprend à cette dernière l'art de naviguer et retrouve le contrôle de ses pouvoirs.
Les deux héros arrivent à l'île de Te Fiti, mais sont attaqués par des boules de feu que leur lance Te Kā. Cependant, Vaiana refuse de faire demi-tour, et l'hameçon de Maui est gravement endommagé. Pensant que s'il retourne combattre Te Kā, il perdra son hameçon, et par conséquent ses pouvoirs, il abandonne Vaiana. Cette dernière, découragée, demande à l'océan de trouver quelqu'un d'autre pour restaurer le cœur qu'elle jette à l'eau. L'esprit de Tala apparaît sous la forme d'une raie manta, inspirant Vaiana à suivre son destin. Elle reprend alors le cœur et retourne vers Te Kā avec courage. Maui revient et fait gagner du temps à Vaiana pour atteindre Te Fiti en attaquant Te Kā, ce qui détruit son hameçon. Vaiana découvre que Te Fiti n'est pas sur l'île puis réalise que Te Kā est en fait Te Fiti sans son cœur. Vaiana demande alors à l'océan de créer un chemin, ce qui lui permet de donner le cœur à Te Kā, qui redevient Te Fiti. La déesse nettoie alors l'océan et les îles de la peste. Maui s'excuse auprès de Te Fiti, qui lui recrée un hameçon, et donne à Vaiana un nouveau bateau, avant de s'endormir profondément et de devenir une montagne.
Vaiana fait ses adieux à Maui et retourne sur Motunui où elle retrouve ses parents. Elle accepte son rôle en tant que cheffe de l'île et restaure la navigation sur l'île. Son peuple redevient alors un peuple d'explorateurs.
Scène inter-générique
Tamatoa, renversé sur son dos, ne parvenant pas à se redresser, dit qu'il serait plus aimé s'il s'appelait Sébastien et s'il avait un accent des îles.

## Fiche technique
Sauf indication contraire, les informations mentionnées dans cette section peuvent être confirmées par la base de données cinématographiques IMDb,  présente dans la section « Liens externes ».
- Titre original et québécois : Moana[1]
- Titre français : Vaiana : La Légende du bout du monde
- Réalisation : Ron Clements et John Musker[2]
  - Co-réalisation : Don Hall et Chris Williams
- Scénario : Jared Bush d’après une histoire originale de Ron Clements, John Musker, Chris Williams (réalisateur), Don Hall, Pamela Ribon, Aaron et Jordan Kandell
- Musique : Mark Mancina, Lin-Manuel Miranda et Opetaia Foa'i
- Storyboard : Barry. W. Johnson, Stephen J. Anderson, Stevie Wermers et Dean Wellins
- Production : John Lasseter et Osnat Shurer (en)
- Sociétés de production : Walt Disney Pictures et Walt Disney Animation Studios
- Société de distribution : Walt Disney Studios Motion Pictures International
- Pays d'origine :  États-Unis
- Langue originale : anglais
- Format : couleur - digital[Quoi ?] - 2,39:1 - Dolby Atmos
- Genre : animation
- Durée : 107 minutes
- Budget : 150 millions de dollars
- Dates de sortie :
  - États-Unis, Canada : 23 novembre 2016
  - France, Belgique : 30 novembre 2016[2]

## Distribution

### Voix originales
- Auli'i Cravalho : Moana (Vaiana en Europe)
- Louise Bush : Moana jeune
- Dwayne Johnson : Maui
- Nicole Scherzinger : Sina Waialiki
- Jemaine Clement : Tamatoa
- Temuera Morrison : Chef Tui Waialiki (dialogues)
- Christopher Jackson : Chef Tui (chant)
- Rachel House : Gramma Tala Wailiki
- Alan Tudyk : Hei Hei / un villageois
- Troy Polamalu : un villageois
- Oscar Kightley (en) : un pêcheur

### Voix françaises
- Cerise Calixte : Vaiana
- Anthony Kavanagh : Maui
- Christine Delaroche : grand-mère Tala
- Adrien Antoine : Tamatoa
- Mareva Galanter : Sina (dialogues)
- Méry Lanzafame : Sina (chant)
- Jean-Luc Guizonne : le chef Tui
- Jean-Baptiste Anoumon : Lasalo
- Mila Pointet : Vaiana enfant
- Namakan Koné : villageois no 1
- Vanina Pradier : villageois no 2
- Achille Orsoni : villageois no 3
- Jean-Michel Vaubien : soliste de L'Explorateur
- Olivier Constantin, Fily Keita, Jean-Jacques Fauthoux, Dolly Vanden, Richard Rossigno, Magali Bonfils, Olivia Dutron, Timothé Bardeau, Simon Faliu, Karine Texier, Coco Noël, Jean-Jacques Cramier, James Noah, Olivier Jankovic, Sébastien Desjours, Barbara Beretta, Élisa Bardeau, Victoire Pauwels, Franck Gourlat, Paul Barban, Gaëlle Marie et Grégory Quidel : voix additionnelles

### Voix québécoises
- Cerise Calixte : Moana
- Anthony Kavanagh : Maui
- Johanne Garneau : Grand-mère Tala
- Normand D'Amour : Chef Tui
- Émilie Josset : Sina
- Frédérik Zacharek : Tamatoa
- Gabriel Lessard : villageois no 1
- Mélanie Laberge : villageois no 2
- Jean-Marie Moncelet : villageois no 3
- Christian Perrault : Lasalo
- Juliane Belleau, Adrien Bletton, Alice Déry, Nicolas Pensa, Loïc Moënner, Pascale Montreuil, Élia St-Pierre, Julie Leblanc, Catherine Léveillé, Dominique Primeau, Monique Fauteux, Nancy Fortin, Vincent Potel, Charles Prévost Linton, Alain Couture, Gardy Fury, José Paradis, Richard Groulx, Vincent Morel et Nicolas Charbonneaux-Collombet : voix additionnelles

## Chansons du film
- Tulou Tagaloa
- An Innocent Warrior
- Notre terre (Where You Are) - Chef Tiu, Vaiana, Sina, Tala et les villageois
- Le Bleu lumière (How Far I'll Go (en)) - Vaiana
- L'Explorateur (We Know the Way) - soliste
- Le Bleu lumière (How Far I'll Go) (reprise) - Vaiana
- Pour les hommes (You're Welcome) - Maui
- Bling-bling (Shiny) - Tamatoa
- Logo Te Pate
- Je suis Vaiana [Le Chant des ancêtres] ou Je suis Moana au Québec (I Am Moana [Song of the Ancestors]) - Tala et Vaiana
- Te Fiti (Know Who You Are) - Vaiana
- L'Explorateur (We Know the Way) (finale) - soliste
- Le Bleu lumière (How Far I'll Go) (générique de fin) - soliste

Les chansons Tulou Tagaloa, An Innocent Warrior, L'Explorateur, Logo Te Pate et Te Fiti sont accompagnées de chants en langue polynésienne tokelau.

## Production
Le 14 août 2015, Disney Animation annonce plusieurs films dont Moana et Gigantic,,,,,,.

### Scénario
Ron Clements et John Musker revendiquent une tonalité à la fois féministe et écologiste.
Il s'agit du 7e « Classique Disney » réalisé par Clements et Musker après Basil, détective privé (1986), La Petite Sirène (1989), Aladdin (1992), Hercule (1997), La Planète au trésor (2002) et La Princesse et la Grenouille (2009).

### Personnages

#### Moana / Vaiana
Le prénom choisi pour l'héroïne dans la version originale américaine est Moana, qui signifie « océan, mer profonde ou grande étendue d'eau » dans la plupart des langues polynésiennes. Le personnage pourrait être originaire de Samoa ou de Futuna, de Tonga, Tokelau. La version québécoise du film conserve ce prénom.
Le prénom alternatif de l'héroïne, Vaiana, est un prénom d'origine tahitienne qui peut se traduire par « eau de roche » (diminutif de « Vai ana o te mato teitei » qui signifie « eau de la grotte du rocher haut »). Il est utilisé en Europe, et notamment en France, car « Moana » est une marque déposée dans l'Union européenne.
Moana / Vaiana est un personnage fort qui s'éloigne de sa destinée pour sauver son peuple. Ses caractéristiques entrent en contradiction avec celui des autres héroïnes Disney, que ce soit du point de vu du caractère, de la morphologie, ou des attentes du personnage. Selon Ron Clements, l'un des messages principaux que Moana / Vaiana veut nous inculquer est de « découvrir qui l'on est et qui l'on doit être ».

#### Sina
Mère de l'héroïne et femme du chef de l'île, qui a également soutenu Vaiana / Moana dans son aventure. Son prénom se prononce « Hina » en tahitien. En effet, la consonne fricative alvéolaire [s] ne se retrouve dans la sphère ouest de la Polynésie, à l'exception de Niue. En gilbertin, tina, prononcé « sina », signifie également « mère ».

#### Tala
Grand-mère de Vaiana / Moana et mère du chef du village, elle pratique des danses rituelles et conserve la mémoire du peuple. Seule à reconnaître la destinée de Vaiana , elle la soutiendra jusqu'au bout. Elle se réincarnera en raie-manta et suivra Vaiana au cours de son aventure.

#### Maui
Initialement, l'intrigue du film devait se centraliser sur le personnage de Maui, joué par Dwayne Johnson, et non sur celui de Vaiana qui n'aurait été qu'un simple personnage secondaire amoureuse du demi-dieu. Néanmoins, les réalisateurs ont décidé de s'éloigner de l'histoire originelle du film en inversant les rôles et en centrant l'intrigue sur le thème principal de la navigation. Maui est un humain qui a été abandonné à sa naissance. Les dieux, trouvant ce sort injuste, transforment Maui en demi-dieu et lui fabriquent un gigantesque hameçon qui lui permet de se métamorphoser en l'animal de son choix. Son désir d'amour et de plaire aux humains le pousse à voler le cœur de la déesse de la nature, Te Fiti, afin d'offrir aux Hommes tout ce dont ils ont besoin (« le feu, les îles et les noix de coco »). Cependant, son action cause le malheur et la destruction des océans et des forêts. Maui est isolé sur une île déserte et privé de son hameçon magique. C'est quand Vaiana viendra à sa recherche qu'il est délivré.
Maui est têtu, fort, rusé et imbu de sa personne. Mais Vaiana / Moana voit en lui une personne en manque d'amour. Maui est représenté par un corps très imposant pour montrer sa puissance et son statut de demi-dieu. Son corps est recouvert de tatouages, qui apparaissent lorsqu'il accomplit un exploit. À certaines occasions, ses tatouages prennent vie, ce qui donne l'occasion à Maui d'illustrer son histoire. L'un d'eux le représentant, "Mini Maui", à la personnalité propre, joue régulièrement le rôle d'objecteur de conscience.

#### Tamatoa
Crabe géant vivant dans le monde des monstres marins, il collectionne sur son dos les objets dorés et les trésors pour se donner de l’importance. L'un d'eux est l'hameçon de Maui, perdu au cours de son combat avec Te Ka.

#### Te Ka
Déesse des profondeurs de la Terre et géante de lave, lorsque Maui vola le Cœur de Te Fiti, cette dernière se transforme en Te Ka qui tenta de barrer la route à Maui et de reprendre le Cœur. Le combat auquel se livrèrent les deux protagonistes provoqua la perte de l'hameçon magique et de la pierre dans l'océan.
Lorsque Vaiana comprend que Te Ka n'est autre que Te Fiti en colère, elle lui rend le Cœur et Te Ka tombe en poussière alors que Te Fiti renaît.

#### Te Fiti
Déesse pourvoyeuse de vie, elle tire son pouvoir d'une petite pierre verte, ou "Cœur" de Te Fiti, convoitée par d'autres créatures. Lorsque Maui vola le Cœur, Te Fiti se transforma en Te Ka. Vaiana comprendra finalement que le Cœur doit être rendu à Te Ka afin de ramener Te Fiti et celle-ci remplace effectivement Te Ka lorsqu'elle récupère le Cœur.

#### Les Kakamoras
Chez Disney, les Kakamora sont des êtres minuscules, portant une armure faite de noix de coco. Ils vivent sur des navires faits de détritus. D'apparence plutôt mignonne, ils s'avèrent être de redoutables combattants. Vaiana et Maui vont être aux prises avec eux. En réalité, les Kakamora sont des êtres présents dans la littérature orale de l'île Makira, à l'est de Guadalcanal, aux Îles Salomon. Ce sont des esprits, maléfiques, vivants dans les arbres et les grottes de l'île en terre Arosi. Prenant l'apparence humaine, ils sont hauts comme trois pommes, 15 cm environ. Ils attirent les villageois en imitant les pleurs d'un enfant. Intrigués, les hommes s'approchent et les Kakamora prennent un malin plaisir à se moquer d'eux. Parfois, ils attaquent les hommes, leur infligeant de mortelles blessures grâce à leurs ongles longs et aiguisés. Tués, leurs victimes finissent dévorées par ces créatures. En s'attaquant à leur point faible, leurs fesses, il est quand même possible de s'en sortir.

#### L'océan
Dans le film, l'océan est considéré comme un personnage à part entière qui a nécessité beaucoup de temps et de moyens de la part des animateurs et de l'équipe d'effets spéciaux. Il représente l'univers des insulaires mais est également une entité. Vaiana sera choisie et protégée par l'océan pour restituer le cœur. Le mot polynésien pour « océan » est moana.

#### Pua et Hei Hei
On retrouve deux animaux domestiques : le cochon Pua et le coq Hei Hei. Le premier est un porcelet inoffensif et enjoué. Il craint la mer depuis le jour où Vaiana échoua à franchir le récif corallien en bateau, chaviré par les vagues, ce qui l’empêchera de suivre sa maîtresse dans la quête de restitution du cœur de Te Fiti. Le suivant est un coq dont l'intelligence se résume à picorer tout ce qui traîne, quitte à avaler des cailloux. Alors que Vaiana part à la recherche de Maui, le Coq se retrouve accidentellement dans l'embarcation et devient ainsi un personnage secondaire de l'histoire, objet de raillerie et élément comique, mais aussi sauveur du cœur de Te Fiti qu'il attrape avant qu'il ne tombe dans l'océan.

### Titres
Dans la plupart des pays du monde, le film se nomme Moana tout comme l'héroïne. Mais en octobre 2015, Disney annonce qu'en raison d'un conflit commercial — « Moana » est une marque déposée au registre du commerce par une entreprise de parfumerie dans plusieurs pays d'Europe — le nom de l'héroïne deviendra dans la majorité des pays européens « Vaiana », sauf au Royaume-Uni, en Islande, en Norvège, en Serbie et en Ukraine.
De même le film, qui devait s'appeler dans un premier temps La Princesse du bout du monde en France, est finalement renommé Vaiana : La Légende du bout du monde.
Le 18 novembre 2016, Walt Disney Pictures annonce que le film est renommé Oceania en Italie pour éviter d'éventuelles confusions avec l'actrice pornographique italienne Moana Pozzi,. Dans des communiqués, Disney explique que le film s'intitule Oceania en référence au continent où se déroule l'intrigue,.

## Accueil

### Box-office
Le 23 novembre 2016, le film récolte 2,6 millions d'USD aux États-Unis avec les séances en avant-première du mardi établissant un record. Le 27 novembre 2016, le film domine les sorties américaines de Thanksgiving avec plus de 80 millions d'USD de recettes,. Le 4 décembre 2016, Disney présente le film avec pour la première fois un doublage en arabe au lieu du français à destination des pays du Maghreb durant le festival de Marrakech.
Le 16 mars 2017, le film dépasse les 600 millions d'USD au box-office international.
À la suite du succès, Disney a financé la construction d'un drua nommé Le Cœur de Te Fiti, un double canoë fidjien traditionnel, baptisé le 3 avril 2017. Le 5 juillet 2018, Disney Animation diffuse deux jeux de données numériques sous licence libre, l'un contenant des nuages réalistes, l'autre des scènes d'îles.

### Réactions sur la représentation des cultures polynésiennes
Le film s'inspire très librement de la mythologie polynésienne et revisite des contes de la tradition orale que la renaissance culturelle polynésienne a réhabilités, mais la campagne de promotion par Disney a suscité des critiques en raison de la manière américaine de décrire les Polynésiens et leur culture.
L'annonce du choix d'engager Dwayne Johnson pour doubler l'un des principaux personnages du film a suscité des critiques lorsque sa voix a été entendue : il prononce les mots samoans et maoris avec un fort accent américain et des fautes de prononciation. Cela a laissé le public polynésien d'autant plus insatisfait qu'il aurait été possible d'engager un acteur de doublage local capable de prononcer correctement ces mots, et que les acteurs polynésiens sont largement sous-représentés dans les productions hollywoodiennes.
L'un des principaux personnages du film, Maui, s'inspire directement d'une des grandes figures de la mythologie polynésienne. Lorsque les premières images du film sont diffusées en juin 2016, dans une région où les problèmes liés à l'obésité sont fréquents, mais dus avant tout à l'européanisation de l'alimentation, l'apparence de Maui, râblé mais obèse, suscite de nombreuses critiques de la part des Polynésiens. Les critiques y voient un cliché grossophobe (« fat-shaming », comique moqueur à l'encontre des personnes replètes),. Dans une tribune parue sur le site Spinoff, Leah Damm argumente en sens inverse, en reprochant aux critiques de perpétuer eux-mêmes des clichés négatifs et une conception européocentrée de la santé et de la beauté, car ils ne qualifient Maui d'obèse que sur la base d'une forte physionomie, alors que le personnage est par ailleurs présenté de façon positive comme une force de la nature et que son apparence correspond bel et bien à celle d'une partie des Polynésiens actuels.
En septembre 2016, quand des produits dérivés du film sont commercialisés avant sa sortie en salles aux États-Unis, un déguisement pour enfants à l'effigie de Maui sorti dans la perspective de Halloween suscite à nouveau des réactions indignées : il consiste en un costume qui reproduit la peau cuivrée du personnage avec ses tatouages ainsi que son pagne de feuilles et son collier de dents de requin et d'os. Marama Fox, co-dirigeante du Parti maori de Nouvelle-Zélande, accuse Disney, dans un entretien auprès de Fairfax Media, de « faire de l'argent sur le dos de l'histoire et des croyances des autres », et a considéré la commercialisation d'un tel costume comme étant « la même chose que d'imprimer l'image d'un de nos ancêtres sur un rideau de douche ou une bouteille de bière ». La Commission des droits de l'homme de Nouvelle-Zélande appelle Disney à « entendre les avis des communautés et peuples sur lesquels se fonde le film ». Des internautes parlent d'un procédé de « brownface », par référence au « blackface », procédé d'humour raciste utilisé au début du XXe siècle consistant à faire jouer des rôles comiques de Noirs par des Blancs à la peau peinte.
Les voix en faveur du costume sont rares : Madeleine Chapman, journaliste d'ascendance samoane, le juge « peut-être OK » car « après des années et des années à voir des Spiderman samoans et des Batman cuivrés aux fêtes d'anniversaires des enfants, c'est incroyable de voir des enfants blancs désirant et voulant ressembler au héros polynésien des films ». Disney annonce finalement l'arrêt de la commercialisation du costume le 23 septembre 2016.
Le film reçoit un bon accueil lors de la première projection publique en Polynésie le 15 novembre 2016, il est diffusé, sur place, en deux langues : le français et le tahitien. Le ministre de la culture de la Polynésie française, Heremoana Maamaatuaiahutapu, apprécie publiquement les « marqueurs culturels importants » qui constituent un hommage à la culture polynésienne, mais il proteste contre le fait que Disney a déposé comme marques commerciales les mots Moana et Vaiana, dont il rappelle que ce sont des « termes communs à l’ensemble du monde polynésien ».
La controverse constatée ailleurs dans les îles du Pacifique, n'a trouvé que peu d'échos en Polynésie française.

### Doublage du film en langues polynésiennes
À la suite de la polémique autour de la sortie du film, Disney a décidé de doubler entièrement son nouveau long-métrage en langues polynésiennes, à savoir en tahitien,, le reo mao’hi, puis en maori, une des langues polynésiennes en difficulté car peu parlée par les Néo-Zélandais. Ces deux versions furent d'ailleurs diffusées gratuitement en Polynésie française à Tahiti,, ainsi qu'une semaine entière dans une trentaine de salles en Nouvelle-Zélande, comme une façon pour la production de se racheter.
Beaucoup de familles ont jugé cette intervention très pertinente et finalement les critiques ont eu un effet positif pour la promotion du film. Cet acte a ainsi permis de préserver les langues polynésiennes, de les faire « revivre » et de les valoriser aux yeux du monde.

## Distinctions

### Récompenses
- Annie Awards 2017 : 
  - Meilleurs effets pour une production animée
  - Meilleure doublage dans un long métrage d'animation pour Auli'i Cravalho
- Grammy Awards 2018 : Meilleure chanson écrite pour un média visuel pour Lin-Manuel Miranda (How Far I'll Go (en))

### Nominations
- Oscars 2017 :  
  - Meilleur film d'animation
  - Meilleure chanson originale pour Lin-Manuel Miranda (How Far I'll Go (en))
- Golden Globes 2017 : 
  - Meilleur film d'animation
  - Meilleure chanson originale pour Lin-Manuel Miranda (How Far I'll Go)
- BAFTA 2017 : Meilleur film d'animation
- Annie Awards 2017 :
  - Meilleur long métrage
  - Meilleur design de personnages
  - Meilleur storyboard
  - Meilleur montage

## Analyse